# Egyház
Az egyház azonos hitelveket követők, vallásuk gyakorlása céljából létrehozott társadalmi szervezet, amely elnevezést főként a kereszténységhez tartozó csoportokra használnak. Köznapi szóhasználat szerint a keresztény hívek szervezett közössége.
Az ekkléziológiában az egyház az, amit a különböző keresztény felekezetek a hívők valódi testületeként vagy a Jézus Krisztus által létrehozott intézményként tekintenek. A „keresztény egyház” a tudományos világban a kereszténység szinonimájaként is használatos, annak ellenére, hogy a vallás sok egyházból vagy felekezetből áll, amelyek közül a többi közösség kizárásával sok azt állítja, hogy csak az övé az „igaz egyház”.

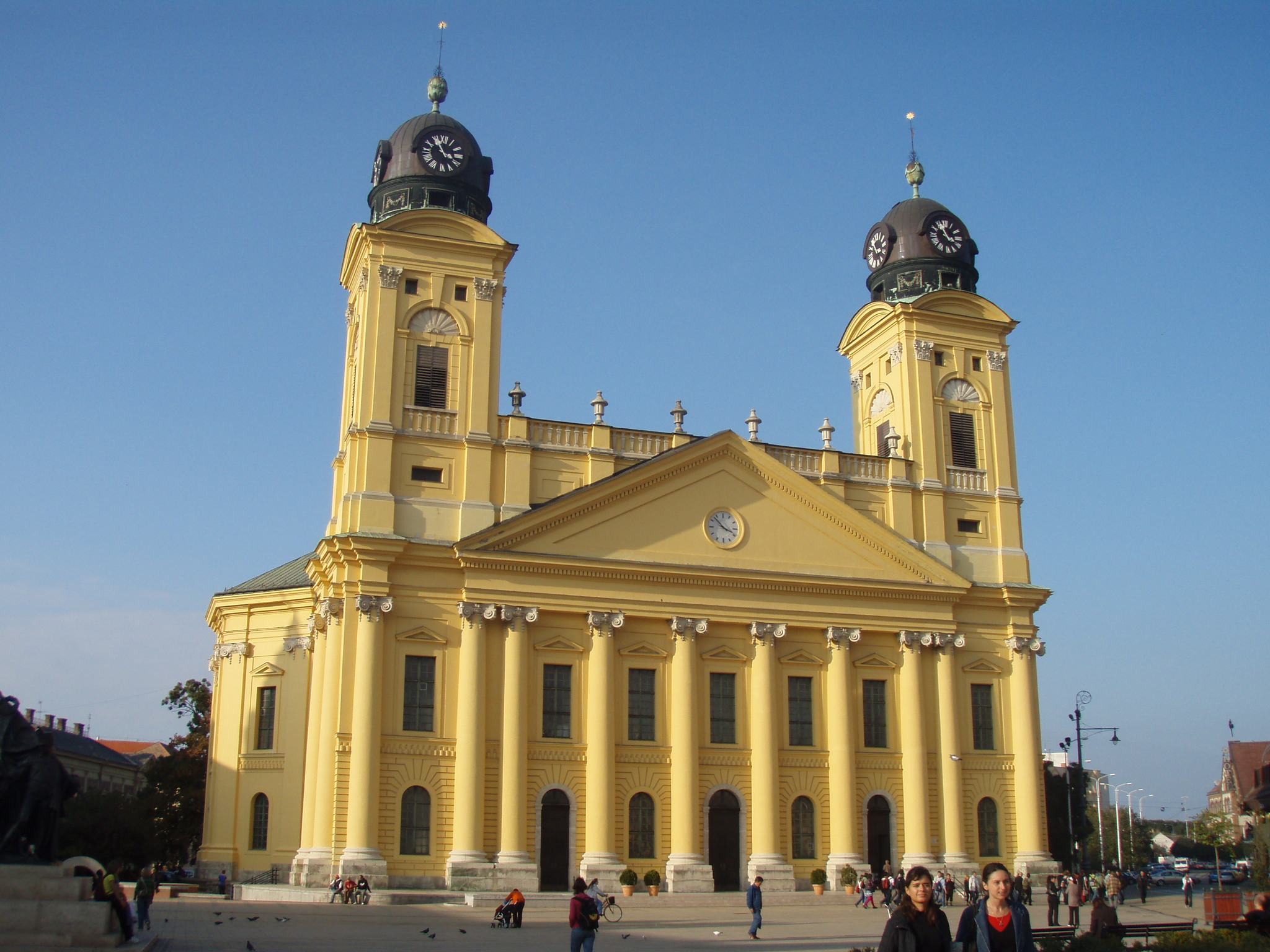
A debreceni református nagytemplom

## Etimológia
Összetett szó: egy + ház; jelzői szerepű előtagja nagy valószínűséggel a „szent” jelentésű egy.
Az egyház a görög eredetű (εκκλησία, ekklēszia) → latin „ecclesia” szó megfelelője, amelyben a magyar összetétel eleje, az „egy” szó, nyelvtörténeti adatok tanúsága szerint nem az unus jelentésű számnév, hanem az egy, ma már önállóan elkallódott, régi szavunkkal azonos. E szó jelentése a rá valló nyelvtörténeti tanúságokból kivehetően a szent szó fogalmával rokon lehetett. Az egyház eszerint annyi, mint „szentház”. 

## Magyarországon
Az egyház egyes nézetek szerint nem más, mint az intézményesült vallás. 2012-től Magyarországon 27 egyházat ismernek el hivatalosan, szemben a 2012 előtt bejegyzett 150 egyházzal és vallási közösséggel. Ugyanakkor számos vallási közösség működik hivatalos bejegyzés nélkül is, ezek bejegyzését ugyanis a magyar törvények nem teszik kötelezővé.
Magyarországon ma már ez egy jogi szervezeti forma neve is, és nem feltétlenül jelent a hagyományos értelemben vett vallásosságot, hiszen lehetőség van akár ateista egyház alapítására is.

### Törvényi szabályozás
Az azonos hitelveket követők, vallásuk gyakorlása céljából, önkormányzattal rendelkező vallási közösséget, vallásfelekezetet, egyházat (a továbbiakban együtt: egyház) hozhatnak létre. 

## Kereszténység
Keresztény nézőpontból az Egyház az Istentől természetfölötti módon elhívott, Jézus Krisztusban hívő, újjászületett emberek összessége: a magyarul egyháznak fordított szó az Újszövetség eredeti nyelvében, a görögben eklészia (= kihívottak közössége). Eszerint az Egyház Jézus Krisztus tulajdona, amelyet ő épít és irányít.
Sok protestáns hívő számára a keresztyén egyháznak két összetevője van: a látható egyház, azaz az intézmények, valamint a láthatatlan egyház, amelyhez azok tartoznak, „akik valóban megmenekülnek.” 
Sokak szerint szellemi értelemben Jézus Krisztusnak egyetlen egyháza van, amely a helyi gyülekezetek összességéből tevődik össze. Ez nem egy jogi értelemben vett egyházra vonatkozik (például nem a katolikus egyházra vagy más történelmi egyházra, hasonlóképp nem egy kisegyházra). A keresztény egyházak (felekezetek), illetve ezek egyes tagjai ebben az értelmezésben nem szükségszerűen részei ennek az „egyetlen Egyháznak”, mivel ez szellemi (nem pedig intézményes) értelemben értendő, és országhatárokon, felekezeti, gyülekezeti határokon átívelő csoport. A keresztények hite szerint a Jézus Krisztus egyházához való tartozást maga Jézus fogja megmutatni.